# Sveriges fotbollslandslag i OS 1952
Sveriges fotbollslandslag deltog i sommar-OS 1952, som arrangerades i Helsingfors. Man tog vid turneringen brons, efter att ha besegrat Tyskland med 2-0 i matchen om tredje pris.
| Kalle Svensson     | Helsingborgs IF | Målvakt       |
| Lennart Samuelsson | IF Elfsborg     | Högerback     |
| Erik Nilsson       | Malmö FF        | Vänsterback   |
| Holger Hansson     | IFK Göteborg    | Högerhalv     |
| Bengt Gustavsson   | IFK Norrköping  | Centerhalv    |
| Gösta Lindh        | Örebro SK       | Vänsterhalv   |
| Sylve Bengtsson    | Helsingborgs IF | Högerytter    |
| Gösta Löfgren      | Motala AIF      | Högerinner    |
| Ingvar Rydell      | Malmö FF        | Center        |
| Yngve Brodd        | Örebro SK       | Vänsterinner  |
| Gösta Sandberg     | Djurgårdens IF  | Vänsterytter  |
| Olle Åhlund        | Degerfors IF    | Ytterhalvback |